# 2014년 로스앤젤레스 영화 비평가 협회상
제40회 로스앤젤레스 영화 비평가 협회상은 2014년 12월 7일에 열린 시상식이다.

## 수상 및 후보

### 작품상
- 보이후드 - 리처드 링클레이터 수상

### 감독상
- 보이후드 - 리처드 링클레이터 수상

### 남우주연상
- 로크 - 톰 하디 수상

### 여우주연상
- 보이후드 - 패트리샤 아퀘트 수상

### 남우조연상
- 위플래쉬 - 데이미언 셔젤 수상

### 여우조연상
- 이다 - 아가타 쿠레샤 수상

### 각본상
- 그랜드 부다페스트 호텔 - 웨스 앤더슨 수상

### 촬영상
- 버드맨 - 엠마누엘 루베즈키 수상

### 미술상
- 그랜드 부다페스트 호텔 - 애덤 스톡하우젠 수상

### 편집상
- 보이후드 - 산드라 아데어 수상

### 음악상
- 인히어런트 바이스 - 조니 그린우드 수상
- 언더 더 스킨 - 미카 레비 수상

### 외국어영화상
- 이다 - 파벨 포리코브스키 수상

### 다큐멘터리상
- 시티즌포 - 로라 포이트러스 수상

### 애니메이션상
- 가구야공주 이야기 - 다카하타 이사오 수상

### 독립영화상
- 더 데이비드 화이팅 스토리 - 월터 루벤 수상

### 신인상
- 셀마 - 에바 두버네이 수상

### 공로상
- 제나 로우랜즈 수상